# Krotoszyn
Krotoszyn é um município da Polônia, na voivodia da Grande Polônia e no condado de Krotoszyn. Estende-se por uma área de 23 km², com 29 113 habitantes, segundo os censos de 2016, com uma densidade de 1291,6 hab/km².